# Capparis cleghornii
Capparis cleghornii är en kaprisväxtart som beskrevs av Stephen Troyte Dunn. Capparis cleghornii ingår i släktet Capparis och familjen kaprisväxter. Inga underarter finns listade i Catalogue of Life.